# Мир и молодёжь
«Мир и молодёжь» — популярная еженедельная (с повторами по воскресеньям) международная передача советского ТВ, считается несомненным достижением (наряду с программами «Взгляд», «Семь дней», «До и после полуночи») Центрального телевидения (ЦТ). Зрителями передачи были 20—30 % советских подростков. Передача выходила в эфир еженедельно, и, кроме того, повторялась каждое воскресенье. Проектом руководил Эдуард Сагалаев.

## История
Один из её авторов — Кира Прошутинская.
Передача «Мир и молодёжь» представляла собой документальный фильм, в котором объединялись 7—8 небольших сюжетов «в виде публицистического рассказа о жизни молодёжи». В передаче показывали зарубежную хронику (в том числе и раритетную) и уникальные записи, например фрагменты концерта Виктора Хара на советском телевидении, записанного в 1972 году.
Газета «Правда» за 23 мая 1987 года писала:

Особую популярность приобрели за последнее время программы Центрального телевидения для молодёжи… Программы «Мир и молодёжь», «12 этаж» демонстрируют понимание больших социальных задач, стоящих перед молодёжью, помогают формировать в зрителях чувство ответственности перед Родиной, её великой историей и культурой. Облечённые в форму диспута нынешние молодёжные программы дают возможность высказаться и тем молодым людям, кто подвержен разного рода модным поветриям, в частности, в сфере музыки, кому ещё предстоит сделать сознательный выбор в жизни.

В этом проекте работали Андрей Разбаш, Александр Политковский и Владислав Флярковский. Политковского в проект пригласили Иван Кононов и Владимир Мукусев. Корреспондентом передачи был Леонид Парфёнов, Владимир Мезенцев.
Виктор Осколков, который в 1985 году пришёл в молодёжную редакцию на должность заместителя главного редактора, вспоминает:
Начальство не просто смотрело программы; каждую передачу мы сдавали заместителю председателя, который курировал нашу редакцию. Александр Иванович Попов был интеллигентнейший человек, умница. За два-три дня до эфира и сдавали ему программы — «12 этаж», «Мир и молодёжь» и другие. Надо признаться, что мы сами были великие цензоры. Разумеется, отсекали всё, что могло показаться двусмысленным, сомнительным. Вместе с тем это цензурирование очень благотворно повлияло на работу режиссёров: они старались «картинкой», видеорядом передать то, что вырезали в звукоряде.
Время выхода в эфир передачи варьировалось:
Когда появился социальный заказ на ночную молодёжную программу, вначале проблему решили просто. «Мир и молодёжь» теперь начиналась в 23:00 и даже позже. В программе «Мир и молодёжь» молодые зрители могли увидеть более или менее удачные очерки о жизни их ровесников, причём чаще о тех, кого молодёжная редакция считала достойными появиться в эфире. Передаче «Мир и молодёжь» роль ночной явно не удалась.
В 1997 году в статье, посвящённой юбилею «Взгляда», медиаменеджер Евгений Ю. Додолев отметил, что этот юбилей есть:

праздник всего нашего телевидения. В том числе и обоймы передач, на смену которым тогда пришёл «Взгляд»; увы, ни один из бесспорных хитов «молодёжки» 80-х — «12 этаж», «Мир и молодёжь», «Ануки» («А ну-ка, девушки!» и «А ну-ка, парни!») — не реализовался как ночная альтернатива зарубежным радио-голосам.